# Luís Herrera Campíns

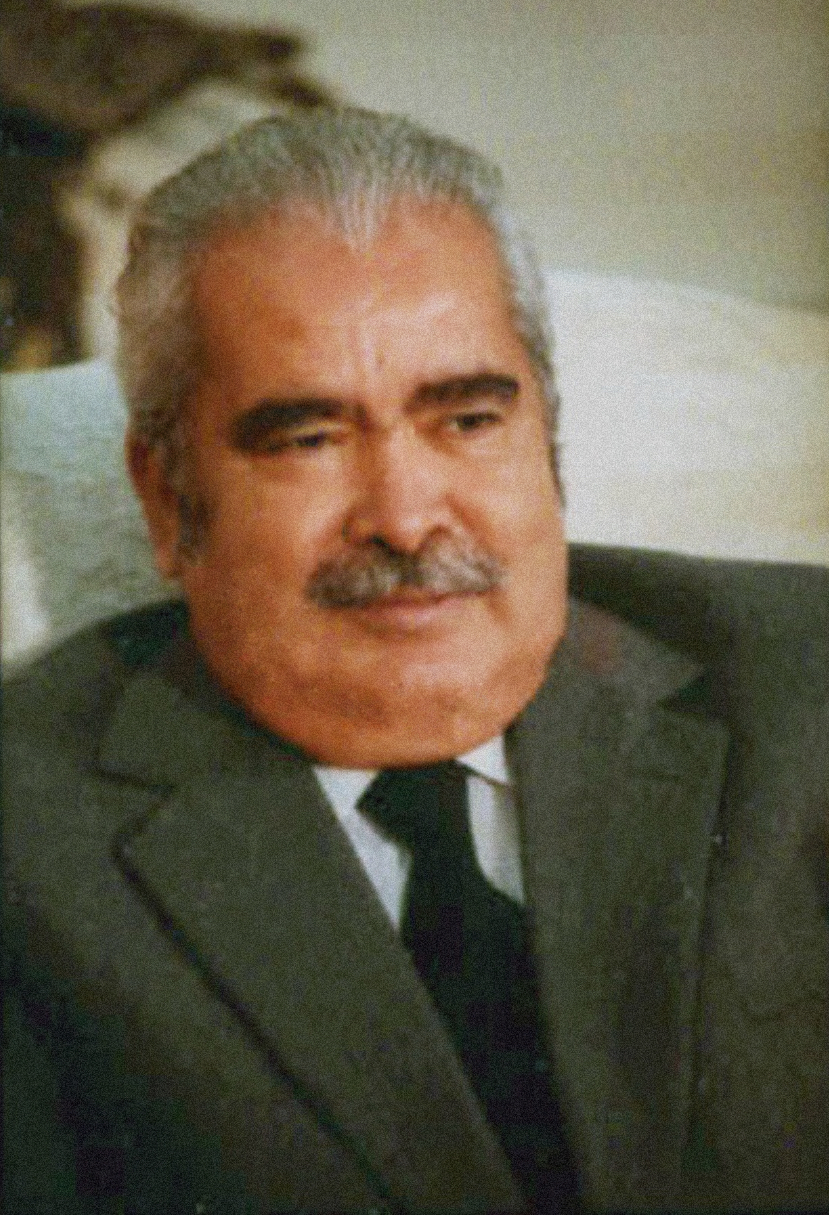
Luís Herrera Campíns

Luís Herrera Campíns (* 4. Mai 1925 in Acarigua, Portuguesa; † 9. November 2007 in Caracas) war von 1979 bis 1984 Präsident von Venezuela. Er war Mitglied der christdemokratischen Partei COPEI.

## Öl-„Krise“
Die durch den Iran-Irak-Krieg ausgelöste Zweite Ölkrise erlebte der Erdölproduzent Venezuela während Campíns' Amtszeit als goldrauschartig; die Ölpreise verdreifachten sich. Dennoch bekam die Regierung die Auslandsschulden nicht in den Griff, auch weil der Ölpreis ab 1983 wieder einbrach.
Schon seit 1979 stagnierte die Wirtschaft und rutschte kurz darauf in die Rezession ab. Am 18. Februar 1983 wurde der Bolívar abgewertet (der alte Kurs von 4,3 Bolívar pro Dollar wurde durch ein System multipler Wechselkurse ersetzt), eine massive Kapitalflucht setzte ein, und die Auslandsschulden Venezuelas stiegen Anfang 1983 auf 30 Mrd. US-Dollar.